# Джамбулатов, Атай Абдулганипаевич
Атай Абдулганипаевич Джамбулатов (Джанбулатов) (1972, с. Атланаул, Буйнакский район, Дагестанская АССР, РСФСР, СССР) — российский кикбоксёр, также занимался рукопашным боем, тренер. 

## Спортивная карьера
Кикбоксингом занимался с 1992 года. Является воспитанником махачкалинской ДГЦБИ и спортивной школы «Скорпион», занимался под руководством Зайналбека Зайналбекова. Является серебряным призёром чемпиона мира 1996 года и бронзовым призёром чемпионата России по кикбоксингу. В 2002 году стал чемпионом России по рукопашному бою. После окончания спортивной карьеры работает тренером. Среди его воспитанников Шамиль Абдурахимов.

## Достижения
- Чемпионат России по кикбоксингу WAKO (лоу-кик)1995 — ;
- Чемпионат России по кикбоксингу 1996 — ;
- Чемпионат мира по кикбоксингу 1996 — ;
- Чемпионат России по рукопашному бою — ;

## Личная жизнь
В 1991 году окончил атланаульскую среднюю школу. В 1996 году окончил механический факультет Дагестанской государственной сельскохозяйственной академии. В 2006 году окончил юридический факультет дагестанского филиала Московской государственной юридической академии. По национальности — кумык.